# Torre in Pietra-Palidoro
Torre in Pietra-Palidoro (wł. Stazione di Torre in Pietra-Palidoro) – przystanek kolejowy w Palidoro (część gminy Fiumicino), w prowincji Rzym, w regionie Lacjum, we Włoszech. Znajduje się na linii Piza – Rzym.
Według klasyfikacji RFI ma kategorię srebrną.

## Opis
Przystanek ma dwa tory, po jednym w każdym kierunku, obsługiwane przez dwa perony boczne połączone ze sobą za pomocą tunelu. 

## Połączenia
Stacja jest obsługiwana przez pociągi regionalne linii FL5, łączącej Civitavecchię z Rzymem.

## Linie kolejowe
- Piza – Rzym